# Orchestre national des Pays de la Loire
L'Orchestre national des Pays de la Loire (ONPL) è un'orchestra sinfonica francese con sede ad Angers e Nantes. L'orchestra riceve il sostegno del Consiglio regionale del Pays de la Loire, del Ministero della Cultura francese (Direction Régionale des Affaires Culturelles), dei comuni di Nantes e di Angers e dei Consigli generali della Loira Atlantica, Maine-et-Loire e La Vandea.

## Storia
I gruppi precursori del futuro ONPL furono l'orchestra dell'Opéra de Nantes e l'orchestra della Société des Concerts Populaires d'Angers. Nel 1971 queste due orchestre si unirono in un'unica organizzazione, l'Orchestre Philharmonique des Pays de la Loire (OPPL), composta da 114 membri, reclutati dalla concorrenza in tutta la Francia. Diede il suo primo concerto con questo nome nel settembre 1971, con Pierre Dervaux, il primo direttore musicale dell'OPPL, alla direzione. Dervaux è stato direttore musicale fino al 1976. Sebbene abbia sede ad Angers e Nantes, l'orchestra ha tenuto concerti in tutte le principali città della regione della Loira. Nel 1979 l'orchestra fece una tournée in Romania, Bulgaria e Polonia, e fece la sua prima visita a Londra nel 1980.
I successivi direttori musicali furono Marc Soustrot (1976-1994), Hubert Soudant (1994-2004) e Isaac Karabtchevsky (2004-2010). Nell'aprile 2009 l'ONPL ha annunciato la nomina di John Axelrod come prossimo direttore musicale, a partire da settembre 2010, con un contratto iniziale di 3 anni. Axelrod ha concluso il suo incarico all'ONPL nel 2013. Nel febbraio 2013 Pascal Rophé è stato nominato prossimo direttore musicale dell'ONPL e ha assunto formalmente l'incarico nel settembre 2014.
Le prime registrazioni dell'orchestra includevano opere orchestrali di Vincent d'Indy (Grand Prix du Disque, 1977) e musiche di Rabaud e Pierné (tutte EMI). I CD successivi includevano il Concerto Grosso e il Concerto 2000 di Guillou, il Boléro di Ravel e altre opere e la quinta sinfonia di Čajkovskij.

## Direttori musicali
- Pierre Dervaux (1971–1976)
- Marc Soustrot (1976–1994)
- Hubert Soudant (1994–2004)
- Isaac Karabtchevsky (2004–2010)
- John Axelrod (2010–2014)
- Pascal Rophé (2014–present)